# Dismorphia theucharila
Dismorphia theucharila is een vlinder uit de onderfamilie Dismorphiinae van de familie van de witjes (Pieridae).
De wetenschappelijke naam van de soort werd in 1848 gepubliceerd door Edward Doubleday.